# Moorumbine
Moorumbine is een plaats in de regio Wheatbelt in West-Australië.

## Geschiedenis
Ten tijde van de Europese kolonisatie vormde de streek de grens tussen de leefgebieden van de Balardong en de Wiilman Nyungah.
In 1846 werd Lewis John Bayley nabij de waterbron 'Moorumbine Spring' weideland toegekend om er zijn vee te laten grazen. Een landmeter vermeldde de naam Moorumbine voor het eerst in 1856. De naam is Aborigines van oorsprong maar de betekenis ervan is niet bekend.
In de jaren 1870 ontwikkelde zich een kleine gemeenschap van kolonisten in de streek. In 1873 werd er een Anglicaans kerkje, 'St Patrick's Church', gebouwd. Metser-timmerman William Atkins, die het kerkje zette, bouwde een jaar eerder een huisje voor zichzelf en zijn vrouw, en trouwde in het kerkje nog voor het ingewijd werd.
Het dorp werd in 1884 officieel gesticht, nog voor de Great Southern Railway tussen Beverley en Albany werd uitgetekend en aangelegd. De spoorweg werd uiteindelijk 7 kilometer meer naar het westen aangelegd, waarna het dorp Pingelly er ontstond. Hierdoor zou Moorumbine later aan belang verliezen.
Begin 1898 had het dorp nog 161 inwoners, 81 mannen en 80 vrouwen. In Pingelly woonden toen slechts 89 mensen. Tot 1924 bleef in Moorumbine een schooltje actief.

## 21e eeuw
Moorumbine maakt deel uit van het lokale bestuursgebied (LGA) Shire of Pingelly.

## Toerisme
De Moorumbine Heritage Trail, een korte toeristische wandel- of autoroute door de oude dorpslocatie, doet de in de jaren 1870 gebouwde 'St Patrick's Church' en 'Atkins Cottage' aan.

## Transport
Moorumbine ligt langs 'Wickepin - Pingelly Road' die met de Great Southern Highway in verbinding staat. Het ligt 165 kilometer ten zuidoosten van de West-Australische hoofdstad Perth, 58 kilometer ten noorden van Narrogin en 7 kilometer ten oosten van Pingelly, de hoofdplaats van het lokale bestuursgebied waarvan Moorumbine deel uitmaakt.

## Externe links

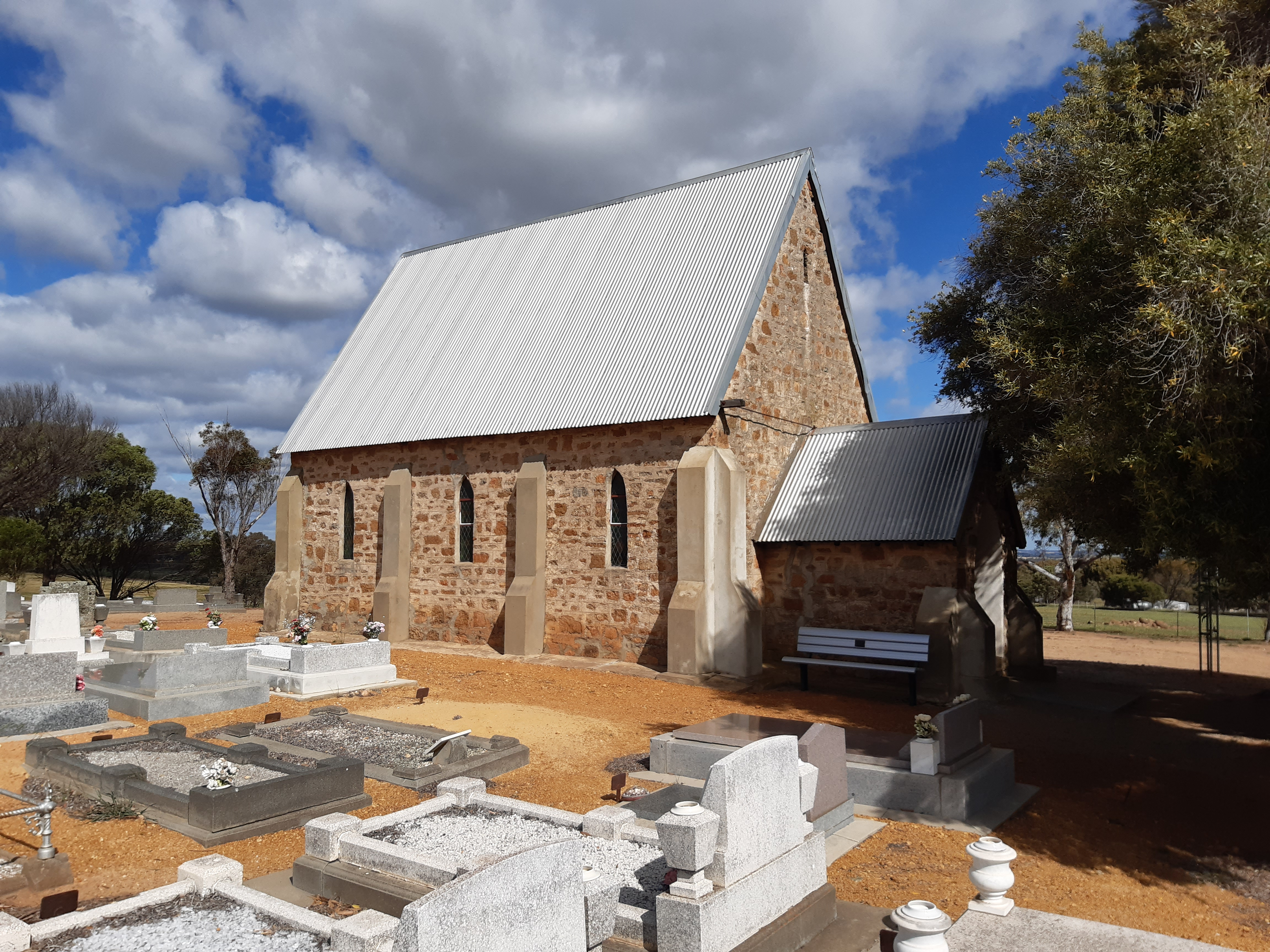
'St Patrick's Church' in 2020